# Žiga Graf
Žiga Graf, slovenski farmacevt, kemik in botanik, * 28. julij 1801, Ljubljana, † 3. september 1838, Ljubljana.
Leta 1820 je odšel na Dunaj, postal tam 1821 magister farmacije in 1824 doktor kemije.
Od 1835 do smrti je v Ljubljani vodil lekarno Pri enorožcu. Bil je Hladnikov učenec, raziskoval je kranjsko floro. Leta 1834 je opisal Hacquetov ušivec (Pedicularis hacquetti), orisal floro Ljubljane (1834) in Šmarne gore (1835). Posmrtno je izšlo njegovo poročilo o botaničnih ekskurzijah na Kranjskem. Sodeloval je z mnogimi botaniki svojega časa. Po njem se imenuje kranjska selivka (Grafia golaka). Njegov herbarij hrani Prirodoslovni muzej Slovenije. 

## Življenjepis
Žiga Graf (Žiga Graf Franz de Paula) je bil, kot prvi otrok v družini, rojen 28. septembra 1801, materi Ani, ki je bila iz lekarniške družine Wagner ter očetu Johannu Grafu, steklarskemu mojstru in trgovcu s steklom. Kasneje sta se v družino Graf rodila še: Ana Barbara Elizabeta (1803) in Johan Bapt. Franz de Paula (1805). Družina naj bi bila močno povezana z lekarnarjem Francem de Paula, kar je tudi razlog dodatnega imena pri Žigi in Johanu. 
Šolanje Žiga Grafa se je začelo v ljubljanski normalki, ki jo je zaključil leta 1811 in se nato odpravil na gimnazijo. Slednjo je zaključil leta 1815, leta 1817 pa še licej. Že takrat se je vedelo s kako nadarjenim in pametnim fantom imajo opravka.
Po zaključku liceja je Žiga pričel z opravljanjem lekarniške prakse pri svojem stricu Jožefu Wagnerju, ki je bil lastnik lekarne Pri zlatem enorogu v Ljubljani. Po tedanjih predpisih je veljalo, da mora kandidat opraviti 3 leta prakse preden z izpitom pridobi naziv lekarniškega pomočnika. To je Žigu uspelo leta 1820, kraj izpita pa ni znan. 
Žiga Graf se ni zaposlil kot lekarnarski pomočnik, saj se je, še v času študija na liceju, po zaslugi znanstvenika in učitelja Hladnika, navdušil nad botaniko. Žigovo šolanje se je nadaljevalo zunaj meja Slovenije, na Dunaju. Kljub študiju, Žiga ni opustil botanike ter je tako vse proste trenutke namenil raziskovanju le te. Dunajski botanični vrt je postal njegov učni prostor in razvedrilo v enem, prav tako pa ni zamudil nobene botanične ekskurzije.  Leta 1821 je postal magister farmacije, tri leta kasneje tj. 1824 pa je zaključil tudi doktorski študij kemije in sicer z doktorsko disertacijo o kininovčevi skorji v botaničnem in kemijskem pogledu. V tem času je tako veljal za edinega lekarnarja, ki je dokončal tudi doktorat. 
Sledila je vrnitev v Ljubljano in zaposlitev v stričevi lekarni ter nadaljevanje botaničnih raziskovanj. Preučil je Šmarno goro, Kamniške planine ter kranjsko floro. Kmalu se je njegovo raziskovanje razširilo tudi na bolj tehtna področja, začel je sodelovati z uglednimi evropskimi znanstveniki, slovenskimi kemiki, fiziki ter zdravniki. Plod njegovih raziskovanj so bile številne razprave, ki so izšle samostojno ali pa v botaničnih časopisih.
Žiga Graf je postajal vse bolj znan, temu pa so sledila tudi razna odlikovanja. Najprej so ga nagradili v Kraljevskem botaničnem društvu v Regensburgu in sicer so ga, zaradi odličnega dela na področju kemije in naravoslovja, izvolili za rednega člana tega društva. Prav tako je postal član Kranjske kmetijske družbe, izredni član Naravoslovnega raziskovalnega društva iz Freiburga, dopisni član Medicinsko botaničnega društva iz Londona, član Industrijskega in obrtnega društva ter dopisni član Fizikalno medicinskega društva v Erlangenu.
Graf je bil močno razpet med raziskovanjem in lekarno, katere lastnik je, zaradi stričeve starosti in bolezni, po nekaterih zapletih z birokracijo tudi postal.  
Leta 1837 se je Žiga Graf  poročil z Amalijo Leopoldino Schager, v zakonu pa se jima je rodil tudi sin Edmund Jožef (1838). Družinska idila ni trajala prav dolgo, saj je Graf zbolel za škrlatinko in posledično dobil hudo vnetje možganov, kar pa je bilo zanj usodno. Tako je Žiga Graf preminil 3. septembra  1838, v svoji hiši v Ljubljani.
Njegove nenadne smrti, kljub dolgotrajnim težavam z roko ter zabuhlostjo, ni pričakoval nihče, zato so bili številni močno prizadeti. Še posebej njegov stric Wagner in njegova noseča žena Amalija, ki je kmalu rodila še hči Serafino Jožefo.

## Delo

### Grafova doktorska disertacija
To je prvo objavljeno delo, ki nam razkriva tri osnovne smeri njegovega načina obravnave strokovne snovi: v zgodovinskem, kemičnem in botaničnem pogledu. Graf je za predmet svoje disertacije izbral rastlino, ki si je tedaj v Evropi pridobila že veliko slavo in je bila zaradi vsebnosti zdravilnih alkaloidov v središču pozornosti pri njegovem odkrivanju. To je bil kininovec s svojo skorjo. 
Dela se je lotil sistematično in dialektično. Graf je tako svoj priljubljen predmet združil s kemijo, saj se je potegoval za naslov doktorja kemije. Tedaj akademske stopnje doktorja farmacije še ni bilo, zato so magistri farmacije svoje študije lahko dokončali kot doktorji kemije. Vsebina disertacije je bila objavljena leta 1824 pod naslovom Skorje kininovca v botaničnem, kemijskem in farmacevtskem pogledu.
Precejšno pozornost je posvetil zgodovini odkrivanja in uporabe kininovčeve skorje, da je lahko bralcu prikazal vso zapleteno pot do njegove uporabe v zdravilne namene. Pregledno je uredil tudi tedanjo sistematiko kininovcev, saj je bilo v množici vrst in sinonimov, za katerimi se je skrivalo le nekaj resnično uporabnih vrst, res težko znajti. Hkrati se je zavedal težavnosti pri tedanjem določanju kininovčevih vrst, kajti mnogi reagenti, s katerimi bi spoznali dobro skorjo, po tedanjih nadziranjih niso imeli več potrebne vrednosti. Pregledno je prikazal tedanje analitične metode za vrednotenje kininovčeve skorje, ki so privedle do odkritja osnovnih zdravilnih principov kininovca, cinhonina in kinina. 

### Zgodovina in kemična analiza zdravilne mineralne vode v Dolenjskih Toplicah
Analiza je izšla v Pragi leta 1831. V tem delu Graf razišče najvažnejše podatke o zgodovini vrelca in o zgodovini dotedanjih analiz, ki jih tudi kritično vzporeja. Pri tem se o tematiki pozanima v najnovejših tovrstnih razpravah, svoje izsledke pa natančno in pregledno predstavi. V tedanjem času jo je napravil na najboljši možni način, saj se je kot doktor kemije spoznal na najnovejše analitične metode in možnosti, ki so mu jih te dajale. 
Najprej  se je lotil zgodovine odkritja zdravilne vode in nastanka termalnega kopališča. Opisal je tudi gradbene posege lastnikov, grofov Turjaških, s podrobnim opisom zgradb in vrelcev. Zelo slikovito predstavi znamenitost v bližini Toplic, ledeno jamo v Rogu pri Soteski. Ugotovil je, da naj bi bilo na Kranjskem še več takšnih jam. Lepote ledene jame vzporeja z lepotami Postojnske jame. Izmeril je temperaturo zraka v jami in zunaj nje, ob tem pa ni pozabil na rastline, ki jih je opazil ob poti. Prav »lekarnarsko« natančen je bil pri meritvah fizikalnih in kemičnih lastnostih zdravilne vode. Svoje rezultate je primerjal z rezultati Kastelica, Hacqueta in v. Kranza, ki so pred njim naredili analizo te slatine. Komentiral je tudi analize Burcharda, ki naj bi bil po Valvasorju sploh prvi analitik te zdravilne vode. Celotna razprava je napisana dokaj preprosto in umljivo, da bi bralca privabila na zdravljenje v Dolenjske Toplice, obenem pa tudi dovolj strokovno. 

### Razprava o vegetacijskih razmerah na Kranjskem
S to razpravo je Graf predstavil Kranjsko, jo lepo umestil med Koroško, Štajersko, Hrvaško in Istro, ki je skupaj s Trstom nekdaj spadala Kranjski, ter Furlanijo. Prikazal je njene geološke zanimivosti, poljedelstvo, gozdarstvo, hidrološke in podnebne razmere. Tedanji Evropi je prikazal bogastvo kranjske flore, ki po njegovih izračunih predstavlja prek 30 odstotkov vse flore tedanje Nemčije. Navedel je številna drevesa, grmovnice in ostale rastline, posebej se je zadržal pri gospodarskih rastlinah. Ob travniških, alpskih in močvirskih ni pozabil omeniti tudi okrasnih rastlin. 
Iz razprave je čutiti tudi njegov ponos na domovino Krajnsko. Vidimo, da je s to razpravo napovedal svoje bodoče delovanje in raziskovanje, k čemur so ga spodbujali tudi njegovi znanstveni prijatelji, predvsem Beilschmidt. 

### Poročilo o Grafovih botaničnih izletih
Naredil ga je leta 1833 skupaj s svojimi prijatelji. Ta sestavek je šele po nekaj letih predal Hohenwarthu, ko sta se tudi poslednjič srečala. Tako je ta zanimiv opis objavljen šele po Grafovi smrti. 
Ostaja uganka zakaj Graf tega ni objavil že prej. Opis izletov prevevata Grafova navdušenost in veselje za preučevanje in zbiranje rastlin kranjske flore. Tudi njegov občutek za okolje, pa užitki pri razgledu s planinskih vrhov, težave z vremenom, simpatijo do kmetov in drugih Kranjcev, ki jih je srečeval, vse to je naredilo poročilo lepo berljivo. 

## Grafova korespondenca
Grafova korespondenca se je ohranila v Arhivu Slovenije. Nekaj pisem pa v Freyerjevem fondu. Večji del korespondence se hrani v fondu privatnih arhivov. Graf si je dopisoval s številnimi botaniki po vsej Evropi. Pisma so se v večini ohranila. Grafovo Floristično zbirko po njegovi želji hranijo v Prirodoslovnem muzeju Slovenije, dokument pa v Arhivu Slovenije.